# Джонстон, Джеймс, 1-й граф Аннандейл и Хартфелл
Джеймс Джонстон, 1-й граф Аннандейл и Хартфелл (англ. William Johnstone, 2nd Earl of Annandale and Hartfell; 1625 — 30 июля 1672) — шотландский пэр и политик.

## Биография
Родился в 1625 году. Старший сын Джеймса Джонстона, 1-го графа Хартфелла (1602—1653), и его первой жены, леди Маргарет Дуглас, старшей дочери Уильяма Дугласа, 1-го графа Куинсберри.
1 октября 1653 года после смерти своего отца Джеймс Джонстон унаследовал титулы 2-го графа Хартфелла (Пэрство Шотландии), 2-го лорда Джонстона из Лохвуда (Пэрство Шотландии) и 2-го лорда Джонстона из Лохвуда, Моффатдейла и Эвандейла (Пэрство Шотландии).
В 1654 году лорд Хартфелл был оштрафован на 2000 фунтов стерлингов в соответствии в Актом Кромвеля о возмещении ущерба.
С 1654 по 1656 год он заседал в Палате общин Англии от Дамфрисшира. В 1657 году Джеймс Джонстон, еще не имевший к тому времени сыновей, он отказался от своих шотландских титулов. Он планировал, что сможет получить регентство с правом наследования для своих дочерей, а не отдавать свои родовые титулы дальнему родственнику.
В 1661 году Джеймс Джонстон был назначен членом Тайного совета Шотландии, наследственным стюардом Аннандейла и наследственным констеблем замка Лохмабен, после того как подал прошение королю Карлу II о компенсации за страдания семьи во время Гражданской войны.
13 февраля 1661 года король Карл II пожаловал ему титулы 1-го графа Аннандейла и Хартфелла (Пэрство Шотландии), 1-го виконта Аннандейла (Пэрство Шотландии) и 1-го лорда Джонстона из Лохвуда, Лохмабена, Моффатдейла и Эвандейла (Пэрство Шотландии).
23 апреля 1662 года для него были созданы титулы 1-го графа Аннандейла и Хартфелла (Пэрство Шотландии) и 1-го лорда Джонстона из Лохвуда, Лохмабена, Моффатдейла и Эвандейла (Пэрство Шотландии).
В апреле 1662 году лорд Аннандейл и Хартфелл получил от короля Карла II специальную хартию, в которой ему было позволено передавать свои титулы и поместья, в случае отсутствия наследников мужского пола, его старшей наследнице женского пола и её наследникам мужского рода.
Джеймс Джонстон скончался 17 июля 1672 года. Он был похоронен 30 июля 1672 года в Грейфрайарс, Эдинбург, Мидлотиан, Шотландия.

## Семья
В мае 1645 года Джеймс Джонстон женился на Генриетте Дуглас (ок. 1633 — 1 июня 1673), дочери Уильяма Дугласа, 1-го маркиза Дугласа, и леди Мэри Гордон. У супругов были следующие дети:
- Леди Мэри Джонстон (31 января 1651/52 — 8 апреля 1681)[1], в 1670 году она вышла замуж за Уильяма Линдси, 18-го графа Кроуфорда
- Джеймс Джонстон, лорд Джонстон (17 декабря 1660—1661/1662)[1]
- Сэр Уильям Джонстон, 1-й маркиз Аннандейл (17 февраля 1663 — 14 января 1721)[1], второй сын и преемник отца.
- Генерал-майор Джон Джонстон (3 сентября 1665 — 29 декабря 1714)[1]. В 1713 году женился на Кэтрин Кристине фон Алефельдт, дочери Детлева Зиверта, графа фон Алефельдта.
- Достопочтенный Джордж Джонстон (21 июня 1667 — 10 мая 1674)[1]
- Леди Генриетта Джонстон (21 января 1668/1669 — ноябрь 1689)[1], в 1684 году она вышла замуж за сэра Джона Кармайкла, сына полковника сэра джеймса Кармайкла.
- Леди Маргарет Джонстон (род. до 1672)[1], жена сэра Джеймса Монтгомери.